# 劇団青い鳥
劇団青い鳥（げきだん あおいとり）は、女性だけの劇団。1974年、独自の創作劇を目指して、女性の役者6人で創立。
1975年「美しい雲のある幕の前」で旗揚げ、1993年「最終版　ゆでたまご」まで集団制作を行い、作・演出を全員でてがけること、ステージの最後に「一同礼！」と全員で礼をすることからペンネームを市堂令とした。創作方法は特定の作家、演出家をおかず、役者全員が参加しながら創る独特のスタイルで、「青い鳥方式」とも呼ばれ、多くの注目を集める。
1986年、市堂令として紀伊國屋演劇賞個人賞受賞、1992年東京ジャーナル演劇賞受賞。
1993年の「最終版 ゆでたまご」以降の作品は劇団全体での集団創作という形に限らず、公演ごとに創作スタイルを変えながら、個人で脚本、演出を手掛けることが多くなった。

## 主な上演
- 「シンデレラ　シュトルム　ウント　ドランク」（1985年）
- 「いつかみた夏の思い出」（1986年）
- 「ゆでたまご　きみたちの巨きなまっ白な素足」（1987年）
- 「青い実をたべた　つめたい水　おいしい水」（1989年）
- 芹川藍A・SO・BO PROJECT公演「実験」（1999年）韓国居昌（コチャン）国際演劇祭に招待された
- 「銀の実時間」（1999年）青山演劇フェスティバル参加
- 「Tokyo Paris London SAKURA」（2002年）
- 「ポロロッカ」（2003年）
- 「シンデレラ　ファイナル」（2004年）
- 「もろびとこぞりて」（2006年）
- 「U.Z.K夕月〜ゆうづき」（2007年）
- 「天使たちの誘惑〜To The Lonely Planet」（2007年）
- 「青い実をたべた〜さと子の場合」（2008年）
- 「ザ還暦」（2009年）
- 青い鳥スモールワールド「ちょっとうれしい」（2010年）
- 青い鳥スモールワールドII「ボクと妹のいる風景　東京〜ありがとうママンより」（2011年）

## 著書
- 「なかよし読本　劇団青い鳥の世界」（白水社、1986年）
- 「物語威風堂堂　市堂令戯曲集」（白水社、1987年）
- 「青い鳥のチラチラミテル」（白泉社、1991年）

## 在籍メンバー

### 役者
- 天光眞弓(創立メンバー)
- 芹川藍(創立メンバー)
- 葛西佐紀(創立メンバー)
- 天衣織女
- 高彩裕子
- 近内仁子

### 制作スタッフ
- 長井八美
- 渡辺なほみ

### 過去に在籍した役者
- 木野花(創立メンバー)
- 河合みなと(創立メンバー)
- 渡辺満枝(創立メンバー)
- 森本恵美